# ミックスボイス
ミックスボイス（mixed voice）は、チェストボイス（表声、胸声、地声）とファルセット（裏声）の中間に位置する声区。また、その中間の声区を移行する際の声換点が分からないような歌唱法。単にミックスともいう。
なお、ファルセットと裏声は一般的には同義とされているが、裏声とファルセットを区別する見解もあり議論がある（ファルセットを参照）。

## 概要
発声を発声法により細かく分類すると、チェストボイス、ミドルボイス、ヘッドボイス、ファルセットに分類される。このうちチェストボイス（表声）は甲状披裂筋を使用した発声、ファルセット（裏声）は輪状甲状筋を使用した発声である。これらの中間にあるミドルボイスやヘッドボイスがミックスボイスにあたる。
チェストボイス（表声）の発声は声帯を振動させる発声であり、高音になるほど声帯を伸展させる必要がある。これに対してファルセット（裏声）の発声は声帯そのものは振動させず声帯の粘膜部を振動させる発声である。表声だけでは声帯の振動数や筋肉の機能に限界があるため中間の声区のミックスボイスを用いる。
ミックスボイスは熟達した歌手の歌唱テクニックの一つとされている。ミックスボイス（ミックス）は20世紀のマイクの導入後に一般化したとされるが、既に1920年代にベルト歌唱法が出現していた。
ミックスボイス（ミックス）は「胸声の強いミックスの発声」や「頭声のメカニズムで可能になる発声」といった説明が行われることもあるなど、歌手によって実際の歌唱法には違いがあるとされる。また、ベルト歌唱法との関係も、特に高音域のみベルトを使うという表現がある一方で、ベルトとミックスは同義であるとする立場もあり用法は一致していない。

## クラシック音楽におけるヴワ・ミクスト（混声）
ミックスボイスの語源として、クラシック音楽の声楽におけるヴワ・ミクスト（フランス語: Voix mixte）がある。これは、しっかりと声門が閉じているイタリア・オペラの明るい高音（アクート、イタリア語：Acuto）と異なり、フランスの流派では高音では声門が僅かに開いた柔らかい響きを持つ。又それにより各声区を滑らかに移動し、あたかも一つに融合してしまうような歌唱、発声様式を指す。繊細な表現や流麗なフレージングが重視される19世紀後半以降のフランス歌曲やフランスオペラの歌唱から生まれたとも考えられており、ポーランド出身でフランスでバリトンからテノールへ転向したジャン・ド・レシュケや20世紀のフランスを代表するバリトン歌手カミーユ・モラーヌやジェラール・スゼーなどにその例が見られる。